# Taymuri
 Taymuri és una tribu de l'Afganistan, del grup Aymak o Txahar Aymak, que viuen a la moderna província de Badghis, amb centre a Kala-i Naw (també escrit Qala-i Naw o Qala-e Naw). Són un subgrup dels hazares d'origen mongol.
Se suposa que la confederació dels Čahar Aymak es va formar vers el segle xviii, durant el període dels durrani, amb tribus autòctones del país i amb els hazares mongols oposats als turcmans.